# 3 км (зупинний пункт, Запорізька дирекція Придніпровської залізниці)
3 км — залізничний пасажирський зупинний пункт Запорізької дирекції залізничних перевезень Придніпровської залізниці.
Розташований поблизу села Новокам'янка Більмацького району Запорізької області на лінії Комиш-Зоря — Верхній Токмак II між станціями Комиш-Зоря (3 км) та Щебеневий (6 км).
Станом на серпень 2019 р. по зупинному пункту 3 км приміське сполучення відсутнє, проте слідують поїзди далекого прямування.